# Abdul Rahman Ashraf

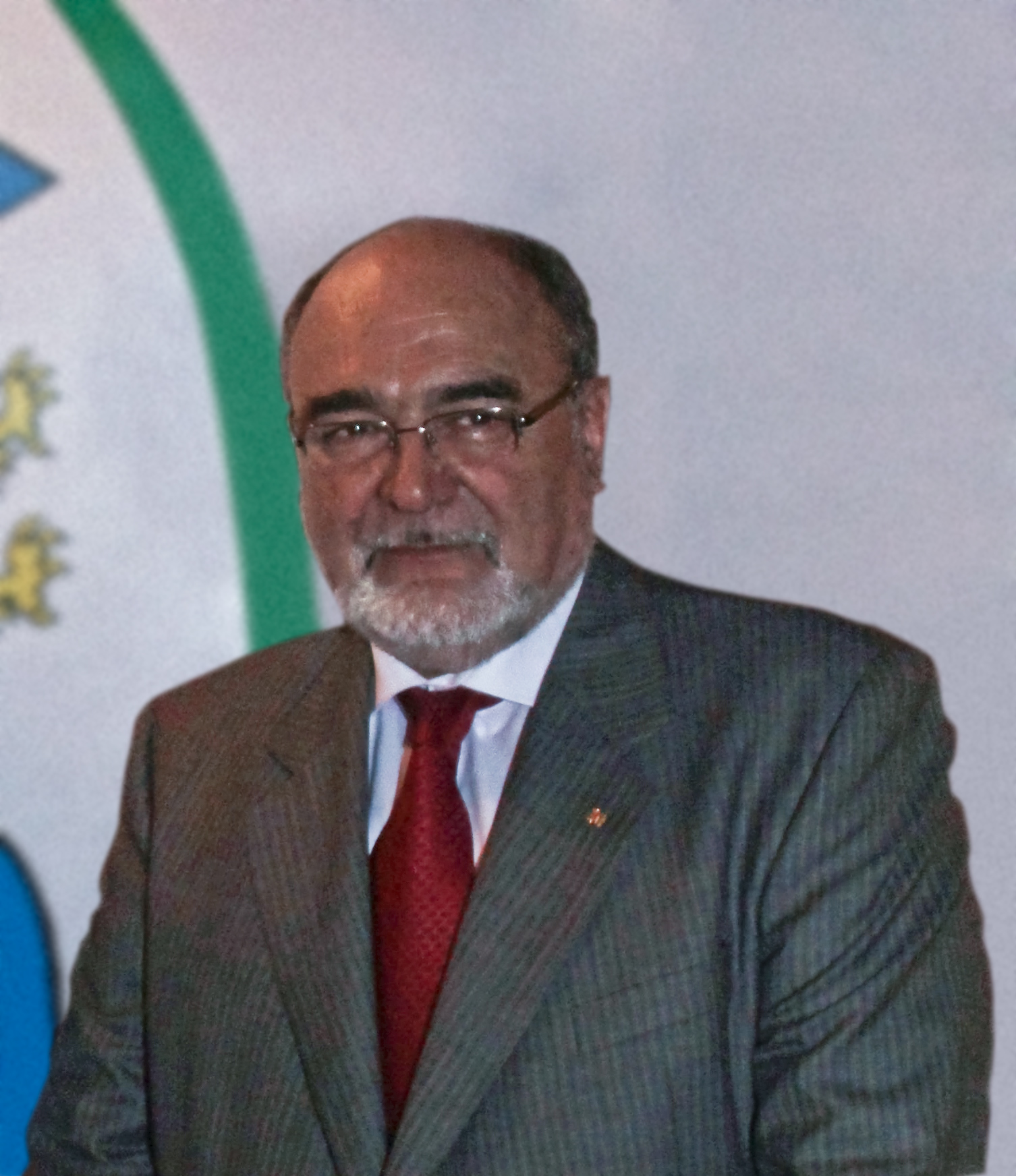
Abdul Rahman Ashraf in Neubiberg

Abdul Rahman Ashraf (* 2. Juli 1944 in Kabul, Afghanistan) ist ein deutsch-afghanischer Geologe und ehemaliger Hochschullehrer. Von 2010 bis 2014 war er Botschafter und außerordentlicher Vertreter der Islamischen Republik Afghanistan in Berlin.

## Leben
Abdul Rahman Ashraf besuchte von 1949 bis 1962 das französischsprachige Lyceé Isteqlal in Kabul und schloss seine Schulbildung mit dem Diplome de l’Enseignement Secondaire Francais ab. Von 1963 bis 1966 folgte ein Studium der Geologie an der Universität Kabul, das er mit einem Bachelor erfolgreich beendete. Anschließend arbeitete er als Dozent am dortigen Institut für Geologie. Im Wintersemester 1968 nahm Ashraf weiterführende Studien an der Universität Bonn auf. Zuvor hatte er einen Deutsch-Sprachkurs am Goethe-Institut in Prien am Chiemsee absolviert. Im Juni 1972 beendete er das Geologie-Studium mit einer Diplomarbeit über die südwestliche Eifel und das rheinische Schiefergebirge.
Es folgten promotionsvorbereitende Geländearbeiten in Afghanistan. Parallel unterrichtete Ashraf von Juni 1972 bis April 1973 als Dozent am Geologischen Institut der Universität Kabul. Sein Promotionsstudium begann Ashraf im April 1973. Im Dezember 1976 verlieh ihm die Universität Bonn für seine Promotionsarbeit, die er mit summa cum laude abschloss, den Doktor der Naturwissenschaften (Dr. rer. nat.). Als 1978 die kommunistische Demokratische Volkspartei Afghanistans (DVPA) durch einen Staatsstreich, die so genannte Saurrevolution, die Macht übernahm und 1979 die Rote Armee einmarschierte, blieb Ashraf in Deutschland. Er engagierte sich von dort aus für ein freies Afghanistan.
Es folgten zahlreiche Tätigkeiten bei der Deutschen Forschungsgemeinschaft sowie dem Ingenieurgeologischen Büro Prof. Dr. Bierther in Bonn. Seine Tätigkeit als Geologe und Klimaforscher führte Ashraf in viele Länder. Speziell zu China unterhält er langjährige wissenschaftliche Kontakte. So erforschte er unter anderem in der Dsungarei in Nordwest-China in einem interdisziplinären Projekt chinesischer und deutscher Wissenschaftler Waldökosysteme sowie die klimatischen Entwicklungen. Im Jahr 2000 wurde Ashraf zum Vizepräsidenten der Sino-German Co-Working Station of Geosciences gewählt. Ab 2002 wirkte Ashraf als wissenschaftlicher Angestellter am Institut für Geowissenschaften an der Universität Tübingen. Am 23. Mai 2002 ernannte ihn die Jilin-Universität in China zum Professor für das Fach Palynologie und Stratigraphie.
Im Jahr 2004 folgte Ashraf dem Ruf von Präsident Hamid Karzai und wurde beratender Minister für die Bereiche Bergbau und Energie. Die Berufung basierte auf einer Kooperation der afghanischen Regierung mit dem Centrum für internationale Migration und Entwicklung (CIM). Ashraf nahm eine führende Rolle bei der Vergabe von Abbaurechten für Rohstoffe in Afghanistan ein, dazu gehört auch die zustande gekommene Vergabe der Abbaurechte für die weltweit zweitgrößte Kupfermine bei Aynak, Provinz Lugar an die China Metallurgical Group, die als erfolgreichster Vertragsabschluss in der Geschichte Afghanistans gilt. Ashraf, der Arbeit und Bildung als Schlüssel zum Frieden in Afghanistan sieht, engagierte sich auch für die Hochschulausbildung im Land: Auf Wunsch des afghanischen Präsidenten leitete er im Jahr 2007 die Universität Kabul als Rektor.
Ashraf wurde im Jahr 2009 für seine Verdienste um den Wiederaufbau Afghanistans und die Kooperation zwischen Afghanistan und Deutschland das große Verdienstkreuz mit Stern der Bundesrepublik Deutschland verliehen.
Ashraf ist seit 1966 verheiratet. Mit seiner Frau Mary hat er drei Kinder. Er spricht Paschtu, Persisch, Deutsch, Französisch und Englisch.

## Schriften
- Palynologie und Palynostratigraphie des Neogens der Niederrheinischen Bucht, Stuttgart, Schweizerbart 1987